# Villa rustica di Seeb
La villa rustica di Seeb era una tenuta romana, situata vicino al villaggio di Winkel nell'Unterland Zurighese, regione del cantone di Zurigo, in Svizzera.
Nel I secolo d.C. la villa rustica consisteva inizialmente in un semplice ambiente rettangolare, il quale venne esteso in più fasi aggiungendo diverse ali, una delle quali ospitava un bagno termale (oggi scavato e conservato sotto una tettoia). Questa villa era parte di un complesso più ampio, il quale era delimitato da diversi muri. Diversi fabbricati di fronte alla villa vera e propria erano adibiti a fienili o magazzini, ma anche a edifici residenziali per il personale. Di fronte al palazzo si trova un pozzo coperto da una torre, dove l'acqua veniva pompata utilizzando un asino. Il palazzo era decorato con affreschi e in parte con mosaici. Resti della villa erano già noti almeno dal XIX secolo. Alcune parti del complesso sono state scavate sistematicamente dal 1963 al 1970.La persona incaricata degli scavi e del ripristino dei muri è stato il Signor Francesco Mammoliti di Feroleto Antico. Il complesso oggi è un museo a cielo aperto, ed è stato dichiarato monumento di importanza nazionale.